# Šalov
Šalov (do roku 1927 slovensky Malý Šalov nebo Šarlušky, maďarsky Garamsalló, 1888 až 1907 Garamkissalló, do roku 1888 Kissalló je obec v okrese Levice na západním Slovensku. Obec se nachází na východě Slovenské Podunajské nížiny v jižní části Ipeľské pahorkatiny na vodním toku Perec v údolí dolního Hronu. V obci žije 352 obyvatel.

## Historie
Území obce bylo osídleno již v neolitu, podle archeologických výzkumů zde bylo sídliště kultury s lineární keramikou; některé nálezy pocházejí z doby bronzové.
Šalov je poprvé písemně zmíněn v roce 1280 jako Sorlou a byl nejprve panstvím rodu Hont-Pázmány a později byl součástí panství Želiezovce. V roce 1600 zde bylo 34 domů, v roce 1715 zde bylo 47 domácností, o pět let později 55, v roce 1828 zde bylo 164 domů a 987 obyvatel, kteří byli zaměstnáni jako zemědělci a vinaři. Rod Esterházyů vlastnil zdejší panství až do 19. století a hrabě Breuner až do 20. století. Do roku 1918 byla obec součástí Uherska. Kvůli první vídeňské arbitráži byla v letech 1938 až 1945 součástí Maďarska.
Při sčítání lidu v roce 2011 žilo v Šalově 381 obyvatel, z toho 237 Maďarů, 97 Slováků, 41 Romů a dva Češi. Čtyři obyvatelé neuvedli žádné informace o své etnické příslušnosti.

## Pamětihodnosti
- Reformovaný (kalvínský) toleranční kostel z roku 1896[3]
- Lidový dům s hospodářskou částí ze druhé poloviny 19. století